# Опорний пункт (військова справа)

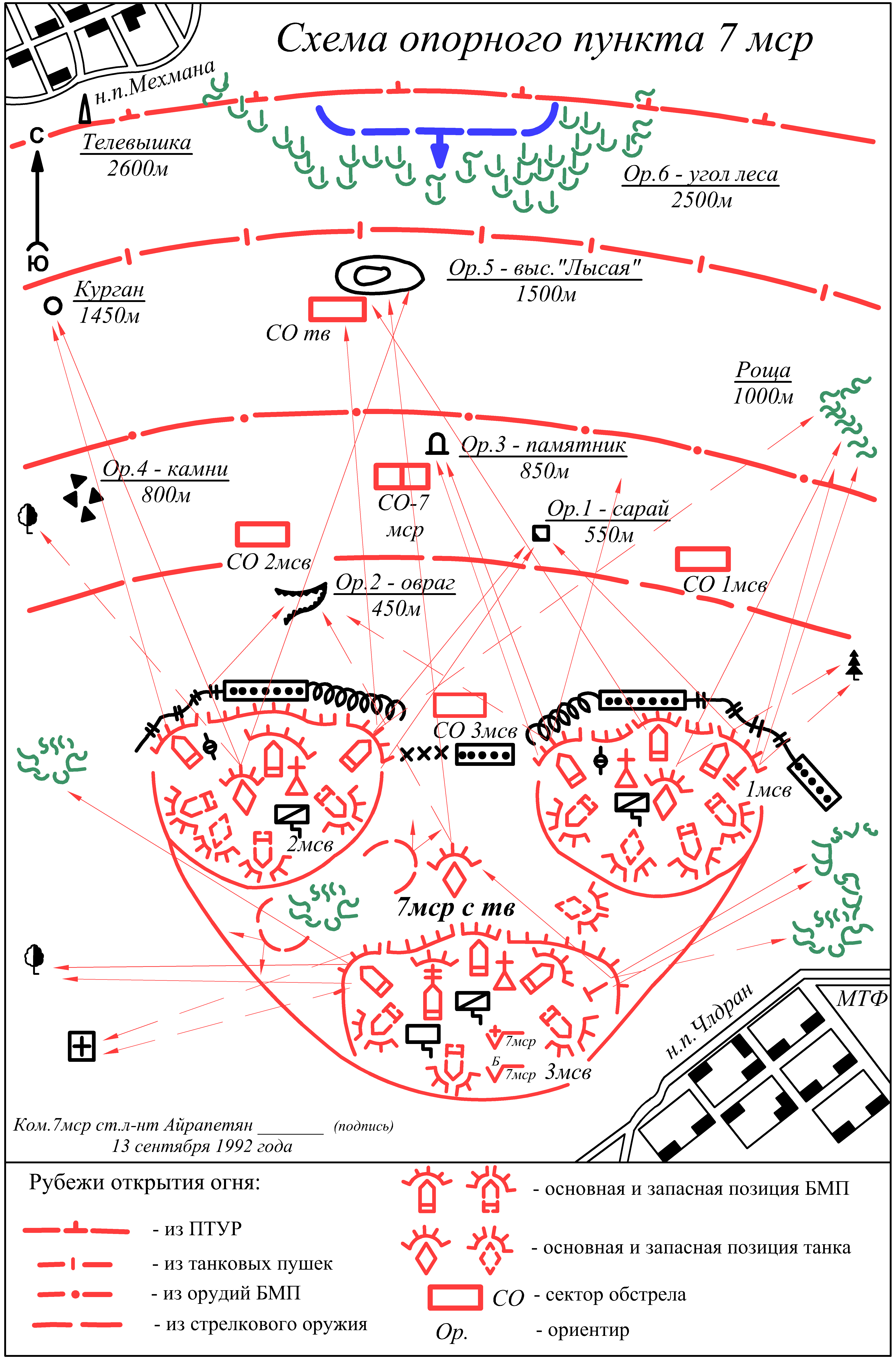
Схема опорного пункту мотострілецької роти (за стандартами СРСР)

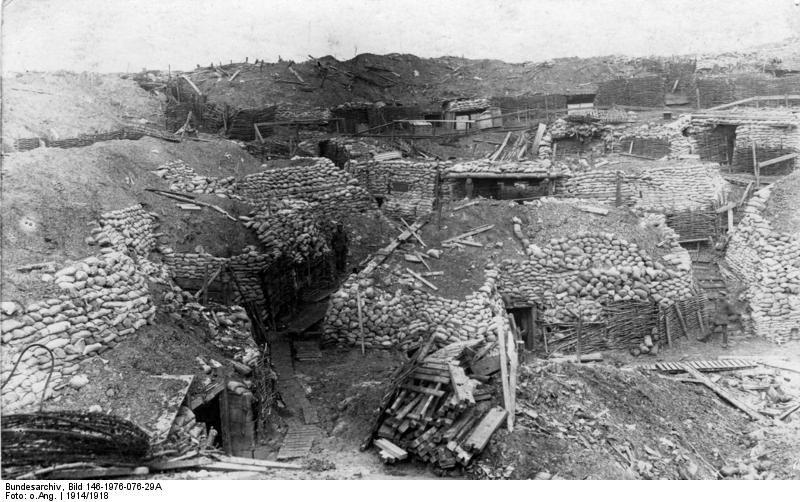
Підготовлений з інженерного погляду опорний пункт німецької армії. Західний фронт. 1914

Опо́рний пункт — у військовій справі ділянка місцевості, частина оборонної позиції (району оборони), найбільш насичена вогневими засобами, обладнана з інженерного погляду і пристосована до кругової оборони. У опорному пункті організовується система вогню, відриваються окопи, які надалі з'єднуються в ділянки траншей, і ходи сполучення, обладнуються вогневі позиції для гармат, танків, протитанкових засобів, укриття для особового складу і матеріальних засобів, командно-спостережний пункт командира взводу (роти), влаштовуються різні загородження.

## Зміст
Опорний пункт є одним з елементів позиції військового підрозділу, котрий перейшов до оборони. Практичне призначення опорного пункту полягає в тому, що він є резервною позицією підрозділу на випадок прориву противником оборонної лінії, або охоплення противником з флангів і подальшим вимушеним переходом до кругової оборони.

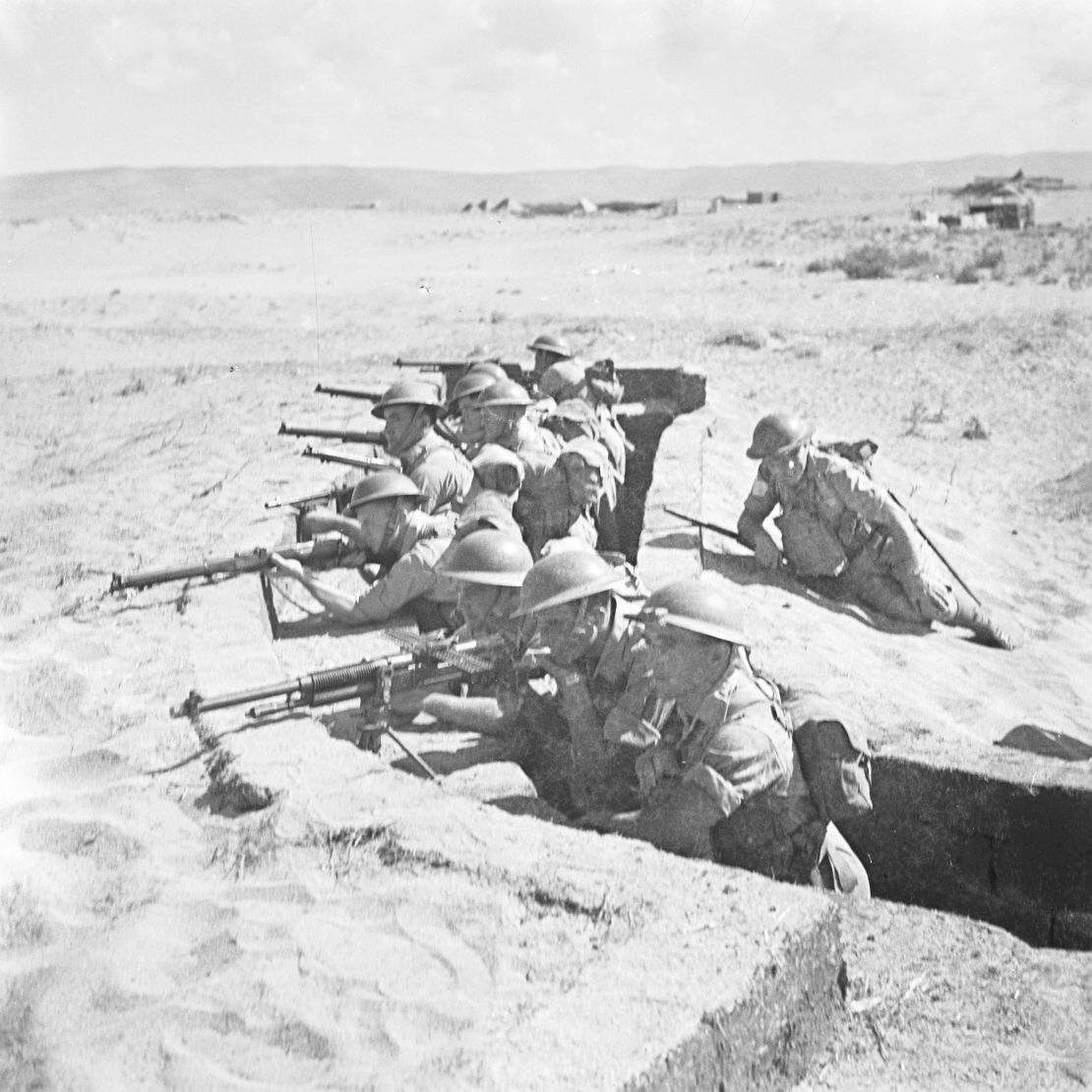
Підрозділ британської піхоти на опорному пункті. 1942

При організації оборони командир підрозділу (взвод, рота, батальйон) виділяє один з підпорядкованих підрозділів у другий ешелон або до резерву (у взводі — відділення, в роті — взвод, в батальйоні — рота). Решта формування займаються облаштуванням оборонної лінії з боку очікуваного наступу противника. Наприклад, при занятті оборони механізованою ротою два механізовані взводи виділяються на створення оборонної лінії, один взвод разом з управлінням роти здійснює фортифікаційне обладнання опорного пункту в тилу позицій роти.

## Види опорних пунктів
- взводний опорний пункт,
- ротний опорний пункт,
- батальйонний район оборони.